# Sean Keenan

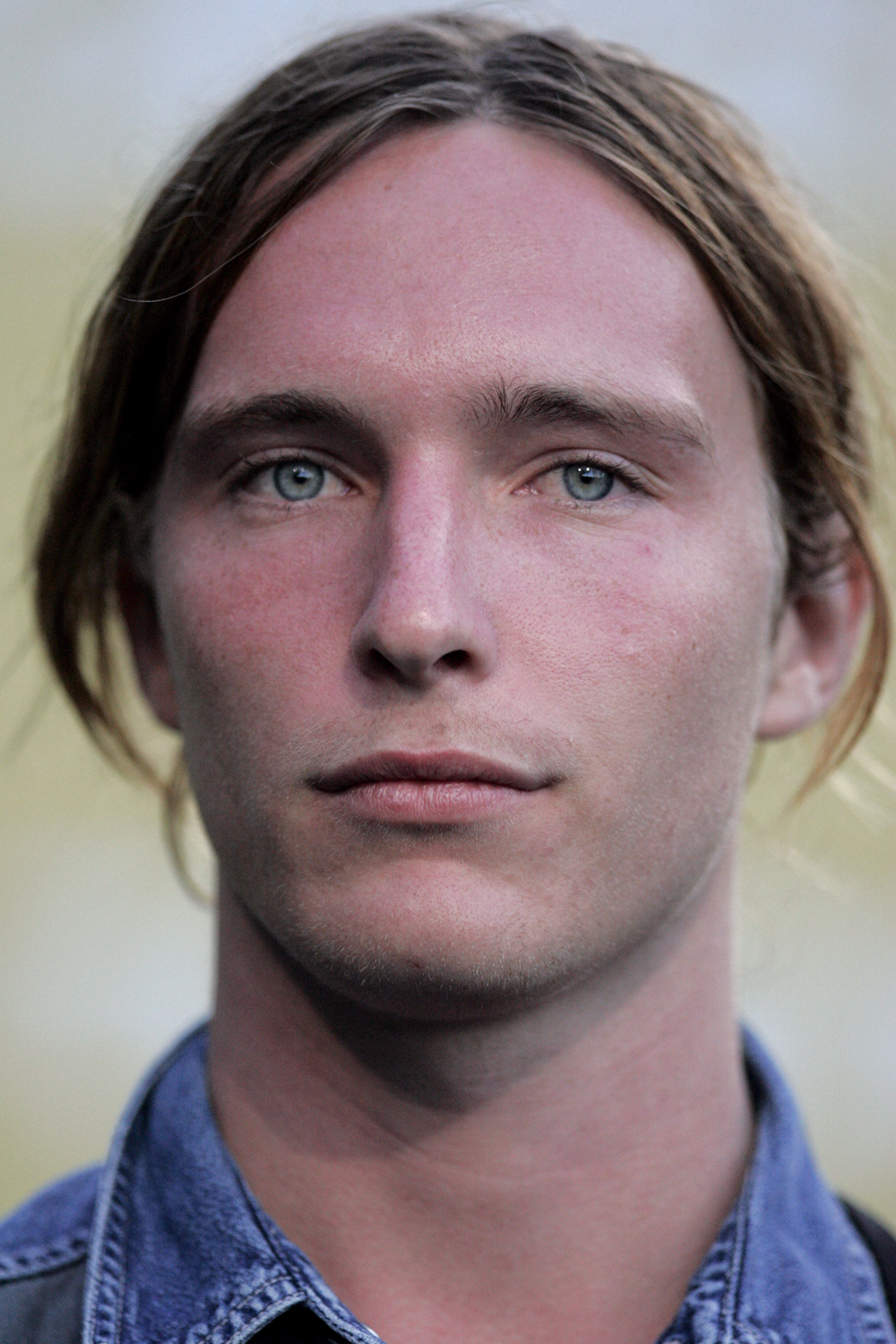
Sean Keenan auf dem Tropfest 2013

Sean Keenan (* 18. Januar 1993 in Busselton, Western Australia) ist ein australischer Schauspieler, der vor allem durch die Titelrolle in der Fernsehserie Lockie Leonard und die Nebenrolle des Ted Pickles in der Miniserie Cloudstreet, in der er in allen drei Teilen in Erscheinung trat, bekannt ist.

## Leben
Der im Jahre 1993 in Busselton im Bundesstaat Western Australia an der Westküste Australiens geborene Keenan wuchs, wie zahlreiche Australier an den Küstengebieten, als Surfer auf und begann diesen Sport bereits in jungen Jahren. Der absolut ohne Schauspielerfahrung aufgewachsene Keenan hatte im Jahre 2006 durch einen Wettbewerb, bei dem er sich gegen tausende Mitbewerber durchsetzte, die Titelrolle des Lockie Leonard in der gleichnamigen Fernsehserie gewonnen. Dabei wurde er als Schüler der Busselton Primary School nominiert, als die Castings zur angehenden Serie im Südwesten Australiens stattfanden. Bereits zuvor hatte er sämtliche Bücher Tim Wintons gelesen, dessen Roman hierbei noch ab dem Jahr 2006 verfilmt wurde. Für die Dreharbeiten, die beinahe ausschließlich in der Küstenstadt Albany in Western Australia stattfanden, zog er extra mit seiner Familie für den dreimonatigen Dreh nach Albany und kehrte erst danach wieder in seine Heimat zurück. Durch sein Schauspielengagement verzögerte sich auch Keenans Schulausbildung, was diesen allerdings nicht zu stören vermochte. Für seine Titelrolle des Lockie wurde er im Jahre 2007 für einen Young Actor’s Award nominiert und erhielt im Jahre 2008 zudem auch noch eine Nominierung für einen „Graham Kennedy Award for Most Outstanding New Talent“ bei den Logie Awards sowie eine Nominierung für einen Young Artist Award in der Kategorie „Best Performance in a TV Series – Leading Young Actor“. Bei den Young Artist Awards konnte er sich allerdings nicht gegen Jamie Johnston von Degrassi: The Next Generation durchsetzen. Bereits in dieser Zeit wurde er durch die Talentagentur Shanahan Management Pty Ltd. mit Sitz in Surry Hills, New South Wales vertreten. Im Jahr 2008 wurde er für eine Rolle in Die Insel der Abenteuer engagiert, wo er den imaginären Freund der Hauptfigur Nim Rusoe (gespielt von Abigail Breslin) darstellen sollte. Bei der Endfassung des Films wurden die Szenen, an denen er mitgewirkt hatte, allerdings rausgeschnitten, da sie sich zu sehr auf die Länge des Films auswirkten. Allerdings sind diese Szenen allesamt beim Bonusmaterial der DVD-Version zu sehen und gingen somit nicht verloren.
Im Jahre 2011 übernahm Keenan noch eine kleinere Nebenrolle in der dreiteiligen Miniserie Cloudstreet, in der er in allen drei Teilen in Erscheinung trat. Von 2012 bis 2014 verkörperte er die Hauptrolle des Gary Hennessey in der Fernsehserie Puberty Blues. 2013 hatte er eine Nebenrolle in der dritten Staffel der Jugendserie Dance Academy – Tanz deinen Traum! inne.

## Filmografie
- 2007–2010: Lockie Leonard (Fernsehserie, 41 Episoden)
- 2011: Cloudstreet (Miniserie, 3 Episoden)
- 2012–2014: Puberty Blues (Fernsehserie, 17 Episoden)
- 2013: Drift – Besiege die Welle (Drift)
- 2013: Dance Academy – Tanz deinen Traum! (Dance Academy, Fernsehserie, 5 Episoden)
- 2015–2019: Glitch (Fernsehserie, 18 Episoden)
- 2019: Outlaws – Die wahre Geschichte der Kelly Gang (True History of the Kelly Gang)
- 2021: Nitram
- 2021: The Power of the Dog

## Nominierungen
- 2007: Young Actor’s Award für sein Engagement in Lockie Leonard
- 2008: Logie Award → „Graham Kennedy Award for Most Outstanding New Talent“ für sein Engagement in Lockie Leonard
- 2008: Young Artist Award in der Kategorie „Best Performance in a TV Series – Leading Young Actor“ für sein Engagement in Lockie Leonard[1]